# Velîkîi Iabluneț, Iemilciîne
Velîkîi Iabluneț (în ucraineană Великий Яблунець) este localitatea de reședință a comunei Velîkîi Iabluneț din raionul Iemilciîne, regiunea Jîtomîr, Ucraina.

## Demografie
Componența lingvistică a localității Velîkîi Iabluneț
     Ucraineană (99,36%)
     Alte limbi (0,64%)
Conform recensământului din 2001, majoritatea populației localității Velîkîi Iabluneț era vorbitoare de ucraineană (99,36%), existând în minoritate și vorbitori de alte limbi.